# 대사마
대사마(大司馬)는 중국의 관직의 하나로, 주로 군사 관련 업무를 맡았으며 오늘날의 국방부 장관에 해당한다. 다만 그 위에 대장군(大將軍)직이 존재하는 경우도 있다. 다만 후한에는 이게 역전되어 대사마가 대장군보다 위로 승격되었으며 더군다나 대장군을 거쳐서 대사마가 되는 진급 구조를 갖추었다. 실제로 삼국지에 나오는 이각은 난을 일으키며 스스로를 대사마라 칭했고, 그의 동료였던 곽사는 스스로를 대장군이라 칭했으며, 위의 장군으로 있다가 제갈공명의 계책에 걸려 촉으로 귀환한 강태공의 후손 강유도 대장군에 전해졌다.(그러나 강유는 위와의 전쟁에서 촉장 탕구장군 장의를 잃어 스스로의 벼슬을 우장군으로 내렸지만, 대장군의 역할을 계속 수행하기도 했다.) 또한 위왕 조조는 이각, 곽사의 난이 일어났을 때 그들을 물리친 공으로 대장군 자리에 올랐고, 조조의 부하 조인은 대장군을 거쳐서 대사마가 되었으며 휘하에 하후돈을 대장군으로 두었다. 한국에서는 으레 병조판서(兵曹判書)를 가리키는 말로 쓰이기도 한다.

## 개요
주(周)에서는 전쟁에 쓸 병마(兵馬)를 관리하는 성(省)의 수장이었다고 한다.
진(秦)에서는 태위(太尉)라 불린 무관(武官) 직책이었다.
전한(前漢)에서는 삼공(三公)이라는 세 가지 최고 관직의 하나로 꼽혔다. 혜제(恵帝) 6년(기원전 189년)에 주발(周勃)이 처음으로 태위로 임명되었으며, 무제(武帝) 건원(建元) 2년(기원전 139년)에 태위 전분(田蚡)이 면관된 뒤에는 태위가 임명되지 않아 사실상 폐지되었다. 건원 4년(기원전 119년)에 대장군 위청(衛靑)과 표기장군(票騎將軍) 곽거병(霍去病)이 나란히 존재했기에 처음으로 곽거병에게 대사마가 내려져 장군호의 앞에 붙게 되었다. 선제(宣帝) 지절(地節) 2년(기원전 68년)에 대사마대장군(大司馬大將軍) 곽광(霍光)이 죽고 선제는 그 아들 곽우(霍禹)를 단지 대사마로만 삼았을 뿐 장군의 호칭을 없애어, 그의 병권을 빼앗았다. 이때부터 대사마는 병권을 갖지 못하게 되었고, 이후에도 삼공의 순위나 장군호의 유무의 변천이 있었지만 대사마라는 직위 자체는 존속되었다.
신(新)의 왕망(王莽)을 타도한 경시제(更始帝)도 대사마를 두었는데, 유수(劉秀)도 당초 겸무직인 행대사마(行大司馬)로서 하북(河北)으로 보내졌다. 유수가 황제로 즉위한 뒤에도 대사마가 설치되어 오한(吳漢)이 임명되었는데, 후한(後漢) 건무(建武) 27년(51년)에 태위로 바뀌었다. 중평 6년(189년) 유우가 대사마에 임명되면서 대사마직이 부활하였는데, 이때 대사마와 태위는 각각 따로 존재하였다.
위진(魏晋) 시대에는 삼공의 위에 존재하는 직책으로서 부활하였다.